# Tu Jong-sil
Tu Jong-sil (koreanisch 두정실; * 12. Oktober 1978) ist eine ehemalige nordkoreanische Tischtennisspielerin. Sie nahm an den Olympischen Spielen 1996 teil und wurde mit der Mannschaft zweimal Vize-Weltmeisterin (1997 und 2001).                                                

## Turnierergebnisse
| Verband | Veranstaltung     | Jahr | Ort          | Land | Einzel    | Doppel    | Mixed     | Team   |
| ------- | ----------------- | ---- | ------------ | ---- | --------- | --------- | --------- | ------ |
| PRK     | Olympische Spiele | 1996 | Atlanta      | USA  | letzte 16 | Qual.     |           |        |
| PRK     | Weltmeisterschaft | 2001 | Osaka        | JPN  | letzte 64 | letzte 32 | letzte 32 | Silber |
| PRK     | Weltmeisterschaft | 2000 | Kuala Lumpur | MAS  |           |           |           | 9      |
| PRK     | Weltmeisterschaft | 1997 | Manchester   | ENG  | letzte 64 | letzte 32 |           | Silber |